# La belle Arsène

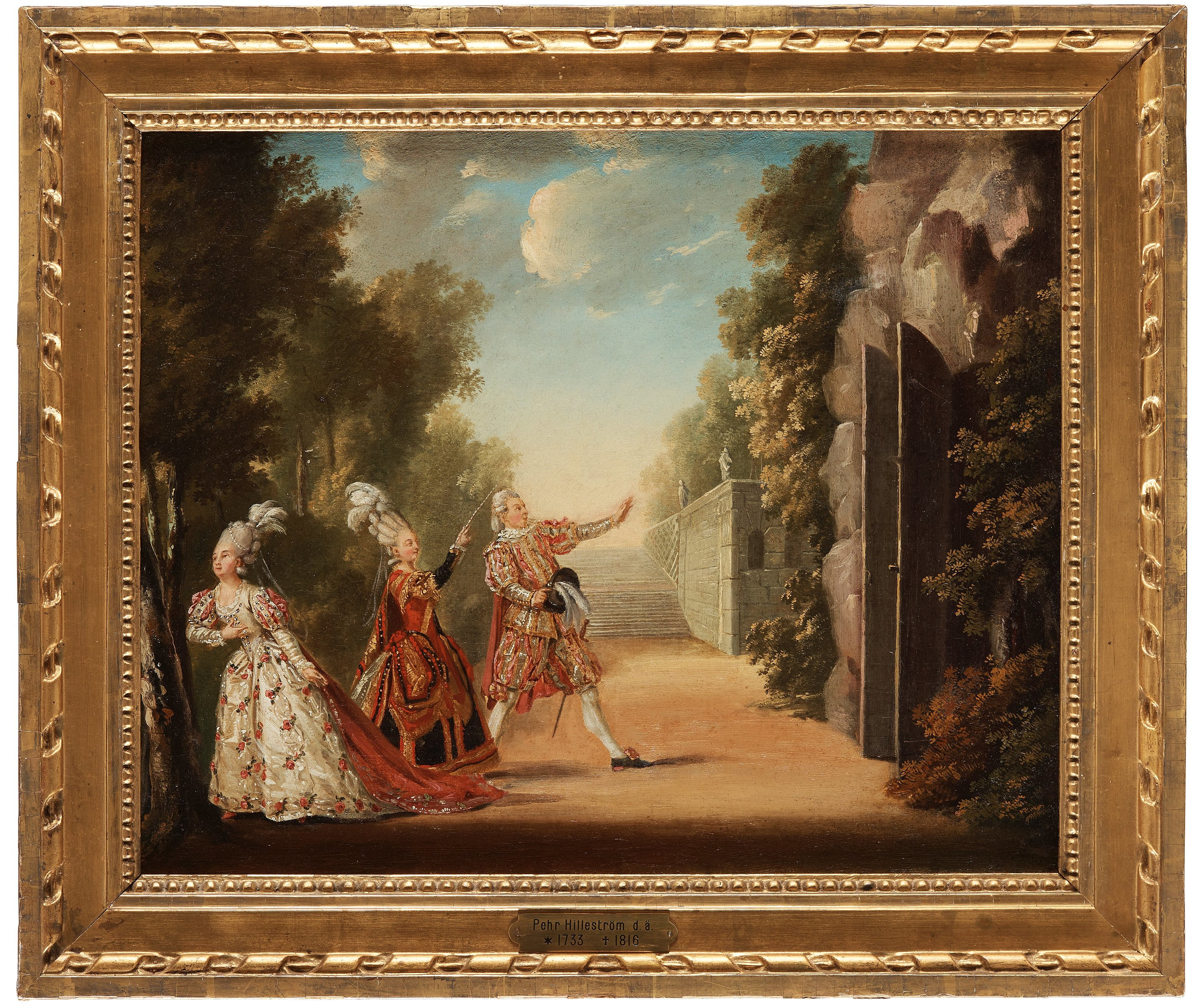
Scen ur La Belle Arsène - Akt III Scen VIII

La belle Arsène är en komisk opera i fyra akter med libretto av Charles-Simon Favart och musiken av Pierre-Alexandre Monsigny.

## Svenska versionen
Operan översattes till svenska av Anna Maria Malmstedt och musiken anpassades till det svenska språket av Pehr Figrelius. Koreografin till baletten gjordes av Louis Gallodier. Operan hade premiär i Sverige den 22 juli 1779 på Sveriges drottning Sofia Magdalena av Danmark namnsdag och framfördes på Drottningholms slottsteater. Under 1780 framfördes operan 10 gånger på Stora Bollhuset i Stockholm.

## Roller
| Roller                          | Stämma | Sverigepremiär den 22 juli 1779 (Dirigent: - ) | Premiär på Stora Bollhuset den 13 januari 1780 (Dirigent: - )                                                                                                  |
| ------------------------------- | ------ | --- | --- |
| Arsène                          |        | Marie Baptiste | Marie Baptiste |
| Aline                           |        | Elisabeth Olin | Elisabeth Olin |
| Alcindor                        |        | Christopher Christian Karsten | Christopher Christian Karsten |
| Myris                           |        | Franziska Stading | Franziska Stading |
| Artur                           |        | Anders Nordén | Anders Nordén |
| Kolare                          |        | Diedrich Tellerstedt | Diedrich Tellerstedt |
| Eugenie                         |        | Gemell | Gemell |
| Frya kolardrängar               |        | | |
| Riddare och fruar (kör)         |        | Wikbom, Grönström, Wiström, Lundberg, Kjellström, Bonne, Westberg, Pihlström, Ekenberg, Jägerberg, Pilgren, Levin, Norström, Wefverstedt och Stenia. | |
| Nymfer, Eugenies sällskap (kör) |        | Smedberg den äldre, Smedberg den yngre, Bonne, Lindqvist, Catharina Brandt, Frantson och Westberg. | |
| Riddare och fruar (balett)      | -      | Louis Gallodier (danssolist), Carlo Uttini (danssolist), Elisabeth Soligny (danssolist), Magdalena Lundblad (danssolist), Charlotte Slottsberg (danssolist), Wibbling, Bouchard, Berner, Pantaleon, Levin, von Melen, Falk Öberg, Westberg, Molitor, Fred Bergsten, von Köhlen, Salbeck, Wetterberg den äldre, Wetterberg den yngre och Runberg. | Louis Gallodier (danssolist), Carlo Uttini (danssolist), Elisabeth Soligny (danssolist), Magdalena Lundblad (danssolist) och Charlotte Slottsberg (danssolist) |
| Kolare (balett)                 | -      | Jean-Rémy Marcadet, Du Tillet, Sagnier, Åkerberg, Bergström, Hedman, Wetterberg den äldre, Wetterberg den yngre, Salbeck. | |
| Bilder (balett)                 | -      | Lindberg, Söderberg, Brandt, Sundström, Wessman den äldre, Wessman den yngre, Linrot och Witting. | |